# TV Norte Colinas
TV Norte Colinas é uma emissora de televisão brasileira sediada em Colinas do Tocantins, cidade do estado do Tocantins. Opera no canal 10 (46 UHF digital) e é afiliada ao SBT, sendo parte da rede regional TV Norte.

## História

### Primeira fase (2009–12)

Logotipo usado entre 2009 e 2025.

Em fevereiro de 2009, o radialista Valmir de Freitas e o comerciante e fazendeiro Wellington Luis de Faria tornam-se arrendatários da concessão do canal 5 VHF de Colinas do Tocantins, de propriedade do Grupo Boa Sorte de Comunicação (proprietário da TV Araguaína, então afiliada ao SBT em Araguaína). A TV Colinas inicia suas operações pelo canal em 19 de junho do mesmo ano com a presença do então governador do estado Marcelo Miranda, retransmitindo a programação do SBT. Em julho de 2012, a emissora é denunciada à ANATEL por irregularidades na outorga após uma reunião entre coligações sobre o horário eleitoral gratuito na TV. O canal saiu do ar, após a notificação, em 22 de agosto.

### Segunda fase (2014–20)
Em junho de 2014, Valmir de Freitas fecha acordo com a Fundação RedeSat, então controladora da TVE Tocantins (afiliada à TV Brasil), para o retorno da operação da TV Colinas por meio de arrendamento da concessão do canal 7 VHF, pertencente ao Sistema de Comunicação do Tocantins (à época de propriedade do ex-senador Eduardo Siqueira Campos, aliado político do então governador Sandoval Cardoso), ao qual pertence a TV Jovem, afiliada à RecordTV em Palmas. A parceria durou até janeiro de 2015, quando foi constatado pela jornalista Maria Valéria Kurovsky, presidente da RedeSat, que a entidade pagava, por meio de um "contrato de gaveta", os salários de quinze funcionários, aluguel do prédio e a conta de energia elétrica da emissora, além de ter fornecido transmissor e carros. O contrato foi encerrado, mas os equipamentos foram mantidos em poder do canal, que seguiu no ar retransmitindo a programação da TV Brasil.
Em 21 de abril de 2017, a emissora se afilia à TV Jovem. Em 30 de setembro de 2020, a TV Colinas saiu do ar novamente. Segundo a direção da mesma, o contrato de aluguel do canal 7 com a TV Jovem estava em um valor muito alto e não foi feito acordo com a emissora palmense.

### Terceira fase (2021-25)
Após a TV Jovem adquirir sua antiga concessão pelo canal 7, é anunciado, em 11 de janeiro de 2021, que a TV Colinas retornaria no mês de fevereiro, agora em sinal digital, e com afiliação à TV Cultura. Em 12 de fevereiro, porém, a emissora anuncia mudança na afiliação e que retransmitiria o canal de notícias a cabo CNN Brasil.
Em 15 de fevereiro, a emissora é relançada através do canal 10.1 (46 UHF digital; concessão do Sistema de Comunicação Graciosa, proprietário da extinta TV Graciosa, antiga afiliada à TV Cultura em Palmas) retransmitindo a CNN Brasil. Logo depois, foi constatado que a mesma não tinha conhecimento da retransmissão da TV Colinas. Os representantes do canal informaram ainda que devem acionar judicialmente a emissora. No dia seguinte, menções à CNN em sua página no Facebook foram retiradas. No dia 18, passou a ser afiliada à Rede Meio Norte.

### Quarta fase (desde 2025)
Em 22 de abril, a emissora deixa de transmitir a Rede Meio e volta a retransmitir o SBT após 12 anos, além de passar a se chamar TV Norte Colinas.